# Kayoko Obata
Kayoko Obata (jap. 小幡 佳代子, Obata Kayoko; * 18. September 1971 in Hiratsuka) ist eine japanische Marathonläuferin.
1994 wurde sie bei ihrem Debüt Siebte beim Hokkaidō-Marathon, 1995 ebendort Fünfte und 1996 Neunte beim Tokyo International Women’s Marathon.
Ihren Durchbruch hatte sie 1997, als sie als Neunte beim Nagoya-Marathon in 2:32:01 h und Vierte beim Berlin-Marathon in 2:27:27 ihren persönlichen Rekord um jeweils rund fünf Minuten verbesserte.
1998 wurde sie Zwölfte beim Osaka Women’s Marathon und Vierte beim Chicago-Marathon. Mit einem vierten Platz in Osaka zu Beginn des folgenden Jahres qualifizierte sie sich für die Leichtathletik-Weltmeisterschaften 1999 in Sevilla, bei der sie Achte wurde.
2000 wurde sie jeweils Fünfte in Osaka und in Chicago. Einem weiteren fünften Platz in Osaka 2001 folgte im selben Jahr ein sechster und 2002 ein siebter in Chicago. Nach einem enttäuschenden Jahr 2004, in dem sie in Osaka und in Tokio jeweils auf dem 17. Platz einlief und Zwölfte beim Paris-Marathon wurde, pausierte sie ein Jahr.
2006 qualifizierte sie sich mit einem zweiten Platz in Osaka für die Asienspiele 2006 in Doha, bei denen sie die Bronzemedaille gewann. 2008 kam sie in Osaka nicht über Platz 22 hinaus. Kurz danach heiratete sie ihren langjährigen Verlobten Tomoyoshi Fujiwara.
2010 wurde sie nach zwei Jahren Pause in Osaka Fünfte. Nach eigenen Angaben sollte dies das letzte Rennen ihrer sportlichen Laufbahn sein, jedoch startete sie zwei Monate später beim Rom-Marathon und kam dort auf den 13. Platz.
Kayoko Obata ist 1,56 m groß und wiegt 45 kg. Sie ist eine Absolventin der Universität Tsukuba. Zuletzt startete sie für das Team Acom.

## Persönliche Bestzeiten
- 10.000 m: 32:32,36 min, 25. September 2004, Niigata
- Halbmarathon: 1:10:20 h, 6. Januar 2004, Miyazaki
- Marathon: 2:25:14 h, 30. Januar 2000, Osaka